# Joaquim José Teixeira de Azevedo Júnior
Joaquim José Teixeira de Azevedo Júnior (Póvoa de Varzim, c. 1856 — São Leopoldo, 12 de abril de 1888) foi um jornalista e literato luso-brasileiro.
Chegou a Porto Alegre ainda criança. A despeito de sua vida breve, interrompida pela tuberculose, foi um importante jornalista da província do Rio Grande do Sul na segunda metade do século XIX, iniciando ainda jovem uma carreira de fundador e diretor de uma série de periódicos e colaborador em outros. Fundou e dirigiu O Caixeiro, O Colibri, O Lábaro e O Contemporâneo. Também foi redator do Álbum Literário e colaborador dos jornais O Mercantil, O Telefone e Álbum do Domingo.
O Caixeiro (1873-1879) era um jornal de propósitos despretensiosos, almejando oferecer "divagações pitorescas e recreativas" para aliviar "o espírito atribulado e cansado das lutas materiais desta vida inglória".
O Colibri (1877-1878) reuniu uma equipe de colaboradores com nomes bem estabelecidos na cena literária, como Ernesto Silva, Múcio Teixeira, Joaquim Alves Torres e Teodoro de Miranda, publicando poesias, crônicas, ficção e teatro.
O Lábaro (1880-1881) pretendia ser uma folha literária e científica de orientação positivista, mas na prática foi um periódico quase puramente literário, contando com uma grande equipe de colaboradores de nomeada, como Múcio Teixeira, Lobo da Costa, Silva Torres Júnior e Ferreira Guimarães, além de publicar seletas de autores afamados do centro do Brasil e do estrangeiro, como Castro Alves, José do Patrocínio, Fagundes Varela, Teófilo Braga e vários outros.
O Contemporâneo (1886-1888) seguiu uma linha progressista, desejando "combater os princípios da teologia e da metafísica que afastam os espíritos da senda do progresso". Contava com vários colaboradores de relevo, como Revocata de Melo, Vasco de Araújo e Silva, Joaquim Alves Torres e Ernesto Silva.
Traduziu Um drama social, do chileno Alberto Blest Gana, fez crítica de teatro e publicou um volume de poesias próprias, Frisos de luz. Foi membro da Sociedade Dramática Luso-Brasileira e do Partenon Literário.